# Forefront Threat Management Gateway
Der Microsoft Forefront Threat Management Gateway (Forefront TMG), früher bekannt als Internet Security and Acceleration Server (kurz: ISA oder ISA-Server), ist eine Firewall mit Stateful Packet Inspection und Application Layer-Inspection sowie VPN und Web Cache/Proxy (Forward und Reverse Cache) Funktionalität der Forefront Produktfamilie. Der ISA-Server benötigt als Plattform Windows 2000 Server oder Windows Server 2003. Er ersetzt die eingebaute Windows Firewall und erweitert die Routing und Remote Access Funktionen.
Eingesetzt wird der TMG-Server vor allem als Teil des Firewall-Konzepts (DMZ). Insbesondere wird der ISA-Server in Unternehmen eingesetzt, um Dienste des Exchange Servers (z. B. OWA, RPC over HTTP, ActiveSync, OMA) oder des Web-Servers im Internet zur Verfügung zu stellen.
Frühere Versionen vor 2000 hießen Microsoft Proxy Server.

## Versionen des ISA-Servers
- Microsoft Proxy Server 1.0
- Microsoft Proxy Server 2.0
- ISA Server 2000 (3.0)
- ISA Server 2004
- ISA Server 2006
- (TMG) (Codename „Stirling“)[1]

Seit ISA Server 2000 gibt es neben einer Standard Edition auch eine Enterprise Edition, welche erweiterte Array und Load-Balancing-Funktionalität bietet.
Im Dezember 2009 wurde mit Forefront Threat Management Gateway (TMG) 2010 der Nachfolger des ISA-Servers 2006 herausgegeben. Neben der Standard und Enterprise Edition gibt es mit der Medium Business Edition eine zusätzliche Edition, die bis maximal 300 Clients ausgelegt ist.
Neu ist die Möglichkeit, über die Web Protection Services (Abo von Microsoft) eine Aktualisierung für URL-Filtering und Malware Filtering zu erhalten.

## Abkündigung der Forefront-Produktlinie
Am 12. September 2012 hat Microsoft bekanntgegeben, dass der Verkauf des Forefront Servers zum 1. Dezember 2012 eingestellt wird.
Der Mainstream-Support lief bis zum 14. April 2015. Die Einstellung der Weiterentwicklung betrifft die Varianten
- Forefront Protection 2010 for Exchange Server (FPE)
- Forefront Protection 2010 for SharePoint (FPSP)
- Forefront Security for Office Communications Server (FSOCS)
- Forefront Threat Management Gateway 2010 (TMG)
- Forefront Threat Management Gateway Web Protection Services (TMG WPS)